# Kondangsari
Kondangsari is een bestuurslaag in het regentschap Cirebon van de provincie West-Java, Indonesië. Kondangsari telt 6699 inwoners (volkstelling 2010).